# به-ترینیته، کبک
به-ترینیته (به فرانسوی: Baie-Trinité) روستایی در منطقه شهری مانیکواگان ناحیه کوت-نور در استان کبک کانادا است. در سرشماری سال ۲۰۱۱ این روستا ۵۶۹ نفر جمعیت داشته‌است و مساحت آن ۵۳۶٫۳۳ کیلومتر مربع است.

## نگارخانه

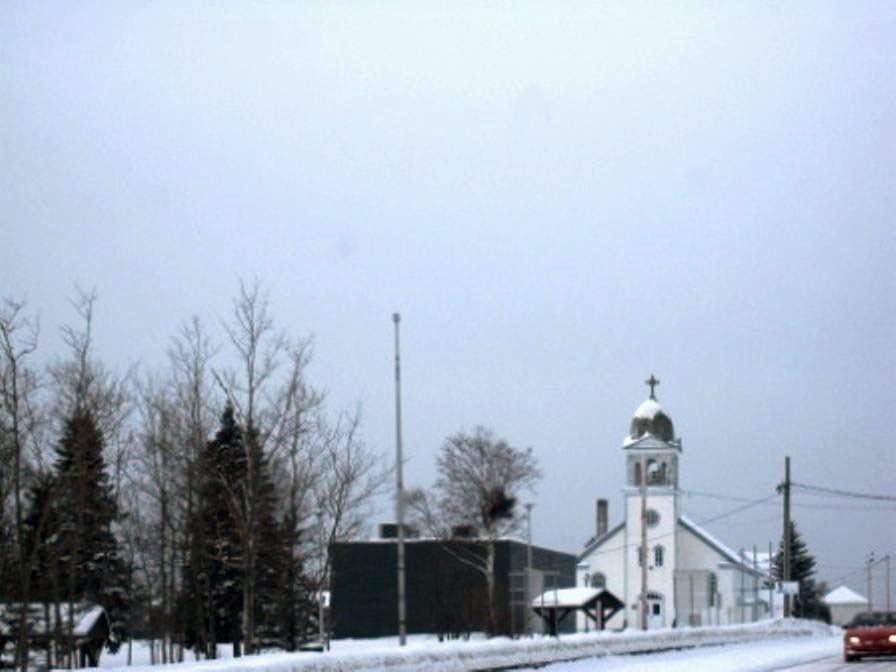
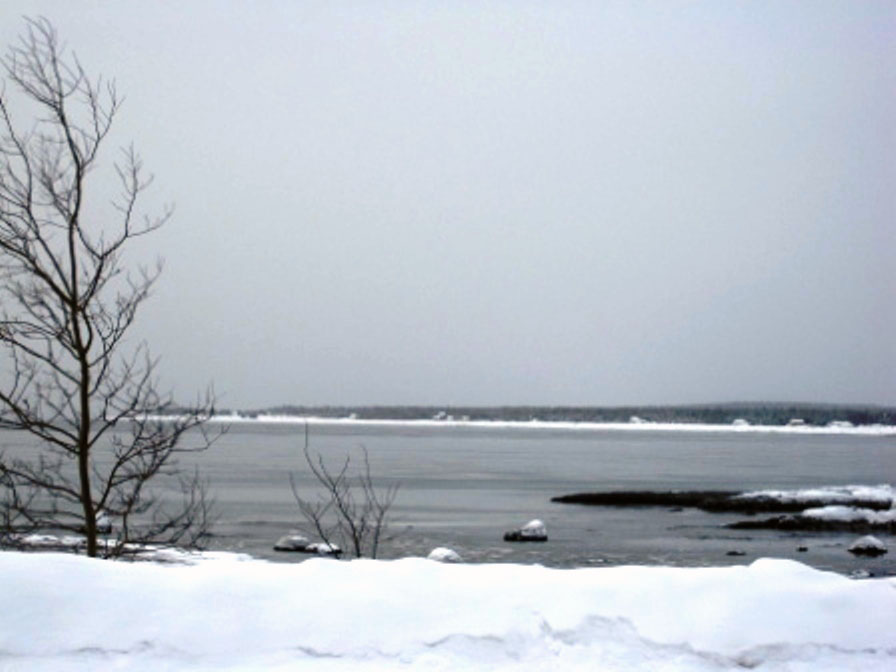